# From Wishes to Eternity
From Wishes to Eternity este un DVD/CD live al formației finlandeze symphonic metal Nightwish. A fost Înregistrat în Tampere, Finlanda în 2001. CD-ul a fost realizaz în doar 10000 de exemplare, disponibile doar în Finlanda. 

## Lista pieselor
1. "The Kinslayer"
2. "She Is My Sin"
3. "Deep Silent Complete"
4. "The Pharaoh Sails to Orion"
5. "Come Cover Me"
6. "Wanderlust"
7. "Instrumental (Crimson Tide/Deep Blue Sea)"
8. "Swanheart"
9. "Elvenpath"
10. "Fantasmic Part 3"
11. "Dead Boy's Poem"
12. "Sacrament of Wilderness"
13. "Walking in the Air"
14. "Beauty and the Beast"
15. "Wishmaster"

## Bonus
DVD-ul include și
Videoclipuri oficiale
- The Carpenter
- Sleeping Sun

Imagini live
- The Kinslayer
- Walking In The Air

Interviuri
- Tarja Turunen
- Tuomas Holopainen